# Champion Racing

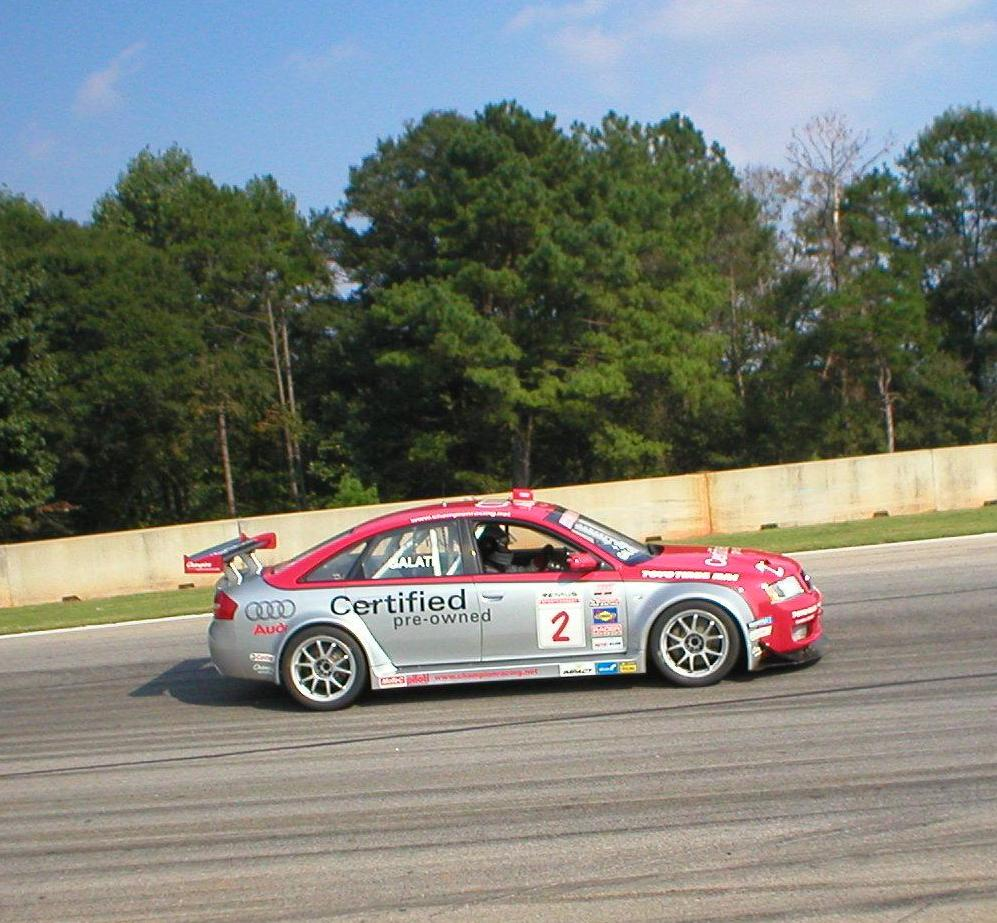
L'Audi RS6 Competition à Road Atlanta en 2004

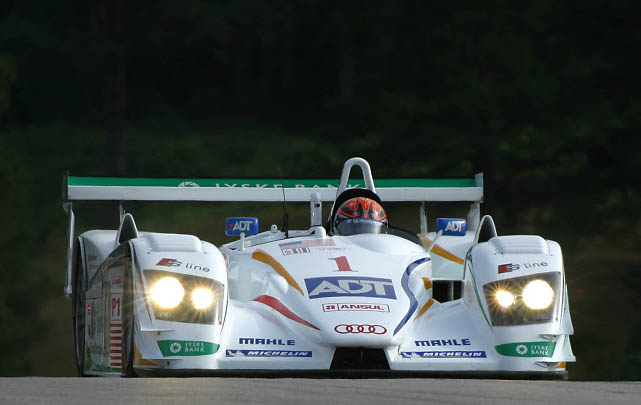
JJ Lehto au Petit Le Mans 2005

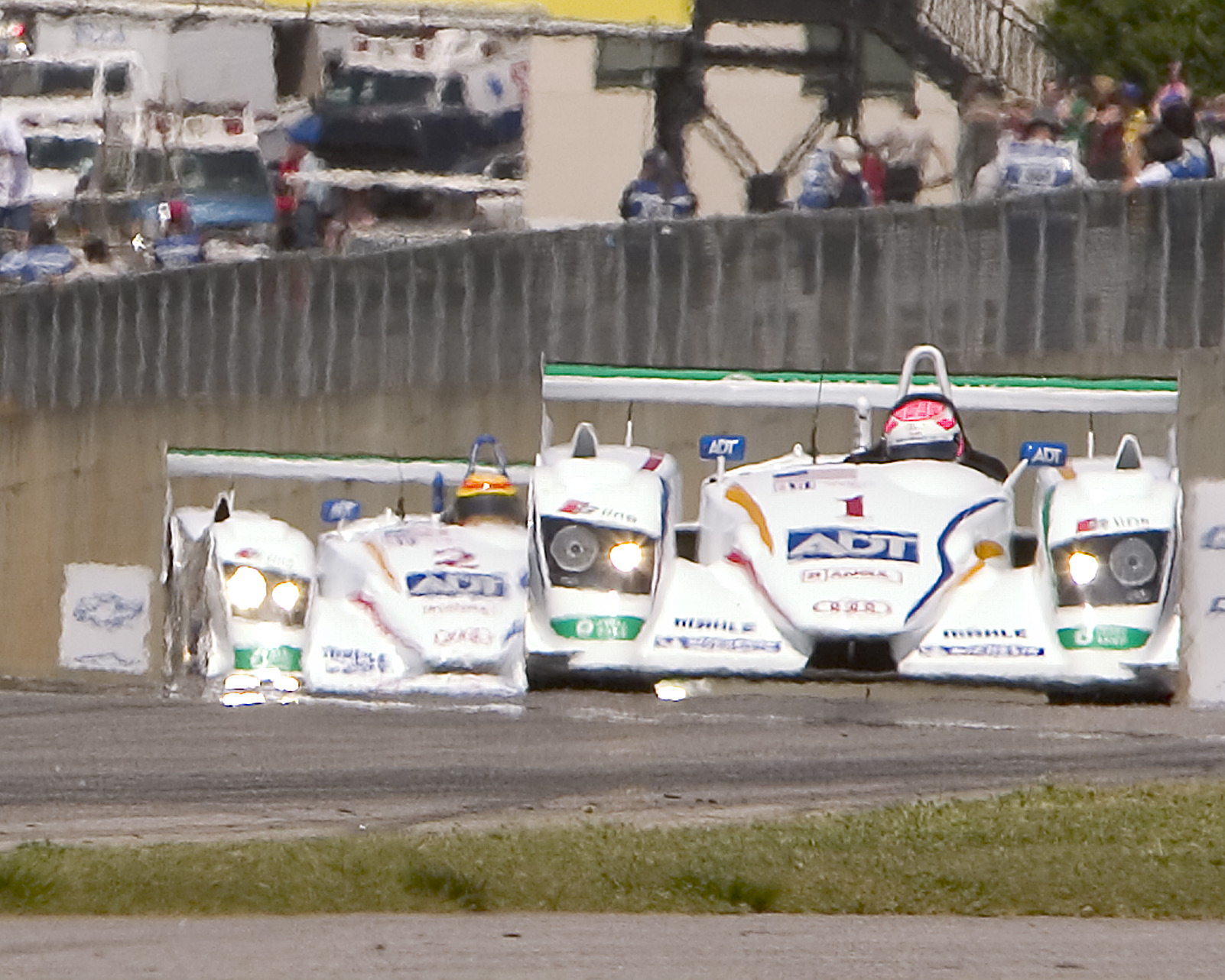
Petit Le Mans 2005

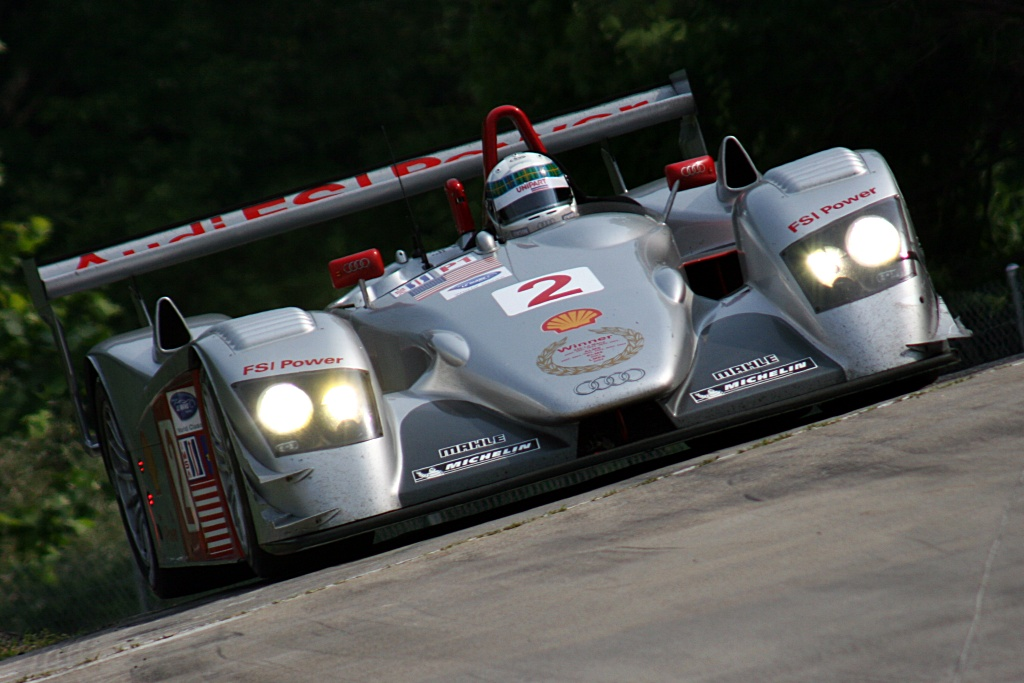
Allan McNish victorieux au Lime Rock Park en 2006

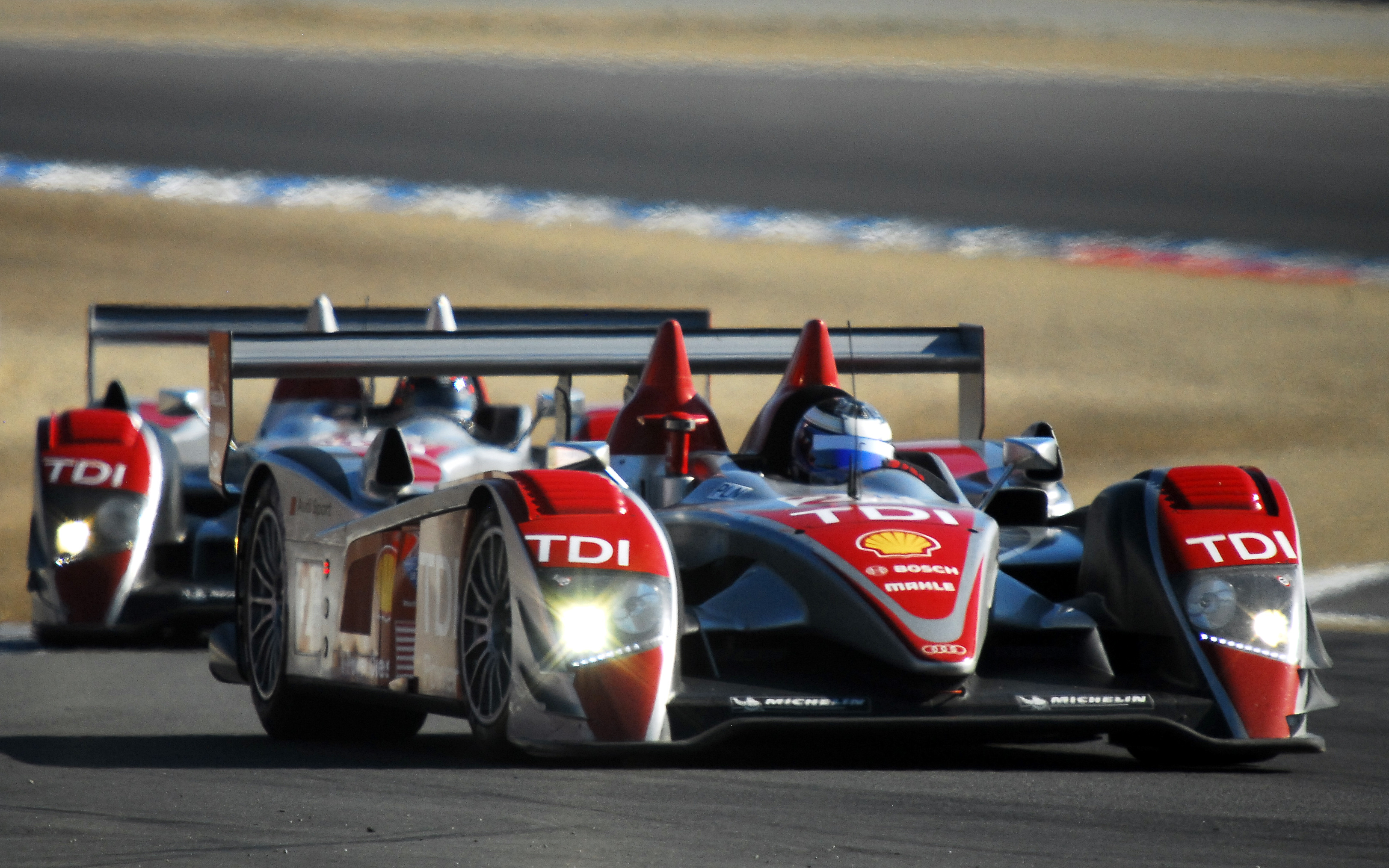
Laguna Seca en 2008

Champion Racing est une écurie américaine de sport automobile basée à Pompano Beach, Floride. Elle a été fondée en 1994 par Dave Maraj et s'est associée dans un premier temps avec Porsche puis avec Audi sous le nom de Audi Sport North America.
Les principales victoires sont les 24 Heures du Mans 2005 et le championnat American Le Mans Series en 2004, 2005, 2006, 2007 et 2008.

## Historique

### Les années Porsche
La première course a lieu aux 12 Heures de Sebring en 1993 sur une Porsche 911 Carrera 2 avec Justin Bell, Mike Peters et Oliver Kuttner. L'écurie participe alors au Championnat IMSA GT avec une Porsche 911 Turbo en 1994 puis une Porsche 911 GT2. Après plusieurs podiums, la première victoire importante a lieu dans la catégorie GTS-1 aux 12 Heures de Sebring en 1996 avec Hans-Joachim Stuck et Bill Adam.
En 1998, Champion Racing prend possession d'une Porsche 911 GT1 Evo avec laquelle il gagne l'United States Road Racing Championship en catégorie GT1 à la fois dans la classement pilote avec Thierry Boutsen et le classement constructeur avec Porsche. Cette année-là, l'écurie remporte la catégorie GT1 dans la première course Petit Le Mans en se classant troisième du général avec Thierry Boutsen, Bob Wollek et Ralf Kelleners. Cette victoire la qualifie pour la première fois pour les 24 Heures du Mans 1999.
La nouvelle réglementation du nouveau championnat American Le Mans Series ne permet pas de briller en 1999 et l'écurie change de voiture en 2000 avec une Lola B2K/10 à moteur Porsche. Ce projet n'a pas apporté de victoire et est abandonné en 2002.

### Les années Audi
En 2000, Champion Racing et Audi s'associe pour développer une Audi S4 destinée au championnat nord-américain SCCA Pro Racing World Challenge. Michael Galati remporte ce championnat en 2001 et 2002. Puis en 2003, c'est au volant d'une Audi RS6 que Randy Pobst remporte à son tour le titre.
La compétition en Le Mans Prototype commence en 2001 avec une Audi R8 en American Le Mans Series. En 2002, l'écurie se classe seconde derrière le Joest Racing, l'écurie officielle d'Audi et remporte les premières courses en 2003 dont Petit Le Mans. Le premier titre arrive en 2004 avec 7 victoires en 9 courses et se répète en 2005 avec de nouveau 7 victoires en 9 courses. 
En 2006, la marque « Audi Sport North America », laissée vacante par le Joest Racing, est reprise par l'écurie. Cette année marque aussi les débuts de l'Audi R10 TDI et neuf victoires en dix courses (seul le Penske Racing aura réussi à gagner à Mid-Ohio). Sous ce nom, l'écurie remporte de nouveau le titre en 2007 et 2008. Cette marque est de nouveau utilisée par le Joest Racing depuis 2009.

## Palmarès
- 12 Heures de Sebring
  - Vainqueur de la catégorie GTS-1 en 1996
  - Vainqueur en 2005, 2006 et 2007

- Petit Le Mans
  - Vainqueur en 2003, 2004, 2005, 2006, 2007 et 2008

- 24 Heures du Mans
  - Vainqueur en 2005 avec Tom Kristensen, JJ Lehto et Marco Werner

- American Le Mans Series
  - Vainqueur en 2004, 2005, 2006, 2007 et 2008